# Superliga de Turquía 2021-22
La temporada 2021-22 fue la 64.ª temporada de la Superliga de Turquía (llamada Spor Toto Süper Lig Ahmet Çalık), la máxima categoría del fútbol profesional en Turquía. El torneo comenzó el 13 de agosto de 2021 y finalizó el 22 de mayo de 2022.

## Ascensos y descensos
| Pos. | Descendidos de la Superliga de Turquía 2020-21 |
| ---- | ---------------------------------------------- |
| 18.º | BB Erzurumspor                                 |
| 19.º | Ankaragücü                                     |
| 20.º | Gençlerbirliği                                 |
| 21.º | Denizlispor                                    |

| Pos.  | Ascendidos de la TFF Primera División 2020-21 |
| ----- | --------------------------------------------- |
| 1.º   | Adana Demirspor                               |
| 2.º   | Giresunspor                                   |
| Prom. | Altay                                         |

## Clubes
| Club                | Ciudad                | Estadio                        | Aforo  |
| ------------------- | --------------------- | ------------------------------ | ------ |
| Adana Demirspor     | Adana                 | Nuevo Estadio de Adana         | 33 543 |
| Alanyaspor          | Alanya                | Estadio Bahçeşehir Okulları    | 10 130 |
| Altay               | Esmirna               | Estadio Bornova                | 12 500 |
| Antalyaspor         | Antalya               | Estadio de Antalya             | 33 032 |
| Beşiktaş            | Estambul (Beşiktaş)   | Vodafone Park                  | 42 000 |
| Çaykur Rizespor     | Rize                  | Estadio Yeni Rize Şehir        | 15 485 |
| Fatih Karagümrük    | Estambul (Fatih)      | Estadio Olímpico Atatürk       | 76 761 |
| Fenerbahçe          | Estambul (Kadıköy)    | Estadio Şükrü Saracoğlu        | 50 509 |
| Galatasaray         | Estambul (Şişli)      | Nef Stadium                    | 52 652 |
| Gaziantep FK        | Gaziantep             | Estadio de Gaziantep           | 33 502 |
| Giresunspor         | Giresun               | Çotanak Stadium                | 22 028 |
| Göztepe             | Esmirna               | Estadio Gürsel Aksel           | 25 035 |
| Estambul Başakşehir | Estambul (Başakşehir) | Estadio Başakşehir Fatih Terim | 17 801 |
| Kasımpaşa           | Estambul (Beyoğlu)    | Estadio Recep Tayyip Erdoğan   | 14 234 |
| Hatayspor           | Antioquía             | Nuevo Estadio de Hatay         | 25 269 |
| Kayserispor         | Kayseri               | Estadio Kadir Has              | 32 864 |
| Konyaspor           | Konya                 | Estadio Konya Büyükşehir       | 42 276 |
| Sivasspor           | Sivas                 | Sivas Arena                    | 27 532 |
| Trabzonspor         | Trebisonda            | Estadio Şenol Güneş            | 41 900 |
| Yeni Malatyaspor    | Malatya               | Malatya Arena                  | 27 044 |

### Información de los equipos
| Equipo              | Entrenador        | Capitán          | Marca       | Patrocinador principal |
| ------------------- | ----------------- | ---------------- | ----------- | ---------------------- |
| Adana Demirspor     | Vincenzo Montella | Gökhan Inler     | New Balance | Bitexen                |
| Alanyaspor          | Francesco Farioli | Efecan Karaca    | Uhlsport    | TAV Airports           |
| Altay               | Sinan Kaloğlu     | İbrahim Öztürk   | Nike        | Folkart                |
| Antalyaspor         | Nuri Şahin        | Hakan Özmert     | New Balance | Bitexen                |
| Beşiktaş            | Valérien Ismaël   | Atiba Hutchinson | Adidas      | Beko                   |
| Çaykur Rizespor     | Bülent Korkmaz    | Gökhan Gönül     | Nike        | Çaykur                 |
| Fatih Karagümrük    | Volkan Demirel    | Lucas Biglia     | Wulfz       | VavaCars               |
| Fenerbahçe          | İsmail Kartal     | Mesut Özil       | Puma        | Avis                   |
| Galatasaray         | Domènec Torrent   | Fernando Muslera | Nike        | Sixt                   |
| Gaziantep FK        | Erol Bulut        | Günay Güvenç     | Nike        | Sanko                  |
| Giresunspor         | Hakan Keleş       | Ibrahima Baldé   | Nike        | Bahçeşehir Koleji      |
| Göztepe             | Vacante           | Halil Akbunar    | Umbro       | Folkart                |
| Hatayspor           | Ömer Erdoğan      | Mame Diouf       | Nike        | Bitexen                |
| Estambul Başakşehir | Emre Belözoğlu    | Mahmut Tekdemir  | Bilcee      | Decovita               |
| Kasımpaşa           | Sami Uğurlu       | Ryan Donk        | Puma        | Ciner                  |
| Kayserispor         | Hikmet Karaman    | İlhan Parlak     | Nike        | İstikbal               |
| Konyaspor           | İlhan Palut       | Ibrahim Šehić    | Macron      | Atiker                 |
| Sivasspor           | Rıza Çalımbay     | Ziya Erdal       | Puma        | Demir İnşaat           |
| Trabzonspor         | Abdullah Avcı     | Uğurcan Çakır    | Macron      | Vestel                 |
| Yeni Malatyaspor    | Cihat Arslan      | Sadık Çiftpınar  | Macron      | Onvo                   |

### Cambios de entrenadores
| Equipo              | Entrenador (Jornadas) | Tipo de salida     | Fecha de vacante         | Posición en la tabla | Entrenador entrante | Fecha de nombramiento    |
| ------------------- | --------------------- | ------------------ | ------------------------ | -------------------- | ------------------- | ------------------------ |
| Gaziantep FK        | Ricardo Sá Pinto      | Destitución        | 20 de mayo de 2021       | Pretemporada         | Erol Bulut          | 20 de mayo de 2021       |
| Fenerbahçe          | Emre Belözoğlu        | Fin de interinidad | 1 de junio de 2021       | Pretemporada         | Vítor Pereira       | 2 de julio de 2021       |
| Kasımpaşa           | Şenol Can             | Mutuo acuerdo      | 15 de agosto de 2021     | 5.º                  | Cihat Arslan        | 17 de agosto de 2021     |
| Kayserispor         | Yalçın Koşukavak      | Mutuo acuerdo      | 18 de agosto de 2021     | 19.º                 | Hikmet Karaman      | 18 de agosto de 2021     |
| Adana Demirspor     | Samet Aybaba          | Renuncia           | 29 de agosto de 2021     | 14.º                 | Vincenzo Montella   | 1 de septiembre de 2021  |
| Göztepe             | Ünal Karaman          | Mutuo acuerdo      | 31 de agosto de 2021     | 14.º                 | Nestor Jevtic       | 8 de septiembre de 2021  |
| Alanyaspor          | Çağdaş Atan           | Destitución        | 2 de septiembre de 2021  | 13.º                 | Bülent Korkmaz      | 6 de septiembre de 2021  |
| Çaykur Rizespor     | Bülent Uygun          | Mutuo acuerdo      | 22 de septiembre de 2021 | 20.º                 | Hamza Hamzaoğlu     | 24 de septiembre de 2021 |
| Estambul Başakşehir | Aykut Kocaman         | Renuncia           | 2 de octubre de 2021     | 15.º                 | Emre Belözoğlu      | 4 de octubre de 2021     |
| Yeni Malatyaspor    | İrfan Buz             | Mutuo acuerdo      | 3 de octubre de 2021     | 17.º                 | Marius Șumudică     | 8 de octubre de 2021     |
| Antalyaspor         | Ersun Yanal           | Destitución        | 4 de octubre de 2021     | 14.º                 | Nuri Şahin          | 5 de octubre de 2021     |
| Kasımpaşa           | Cihat Arslan          | Mutuo acuerdo      | 23 de octubre de 2021    | 19.º                 | Hakan Kutlu         | 28 de octubre de 2021    |
| Beşiktaş            | Sergen Yalçın         | Renuncia           | 9 de diciembre de 2021   | 9.º                  | Önder Karaveli      | 13 de enero de 2022      |
| Fatih Karagümrük    | Francesco Farioli     | Mutuo acuerdo      | 16 de diciembre de 2021  | 11.º                 | Volkan Demirel      | 17 de diciembre de 2021  |
| Kasımpaşa           | Hakan Kutlu           | Mutuo acuerdo      | 18 de diciembre de 2021  | 20.º                 | Sami Uğurlu         | 20 de diciembre de 2021  |
| Fenerbahçe          | Vítor Pereira         | Destitución        | 20 de diciembre de 2021  | 5.º                  | İsmail Kartal       | 12 de enero de 2022      |
| Alanyaspor          | Bülent Korkmaz        | Mutuo acuerdo      | 30 de diciembre de 2021  | 8.º                  | Francesco Farioli   | 31 de diciembre de 2021  |
| Galatasaray         | Fatih Terim           | Destitución        | 10 de enero de 2022      | 12.º                 | Domènec Torrent     | 11 de enero de 2022      |
| Altay               | Mustafa Denizli       | Mutuo acuerdo      | 13 de enero de 2022      | 18.º                 | Mert Nobre          | 15 de enero de 2022      |
| Altay               | Mert Nobre            | Destitución        | 26 de enero de 2022      | 19.º                 | Serkan Özbalta      | 27 de enero de 2022      |
| Yeni Malatyaspor    | Marius Șumudică       | Destitución        | 7 de febrero de 2022     | 20.º                 | Adem Büyük          | 7 de febrero de 2022     |
| Çaykur Rizespor     | Hamza Hamzaoğlu       | Renuncia           | 19 de febrero de 2022    | 18.º                 | Bülent Korkmaz      | 20 de febrero de 2022    |
| Yeni Malatyaspor    | Adem Büyük            | Mutuo acuerdo      | 24 de febrero de 2022    | 20.º                 | Cihat Arslan        | 1 de marzo de 2022       |
| Göztepe             | Nestor Jevtic         | Destitución        | 7 de marzo de 2022       | 17.º                 | Stjepan Tomas       | 9 de marzo de 2022       |
| Altay               | Serkan Özbalta        | Renuncia           | 22 de marzo de 2022      | 17.º                 | Sinan Kaloğlu       | 24 de marzo de 2022      |
| Beşiktaş            | Önder Karaveli        | Renuncia           | 25 de marzo de 2022      | 8.º                  | Valérien Ismaël     | 25 de marzo de 2022      |
| Göztepe             | Stjepan Tomas         | Mutuo acuerdo      | 27 de abril de 2022      | 18.º                 |                     |                          |

## Desarrollo

### Clasificación
|                                                        | Equipo              | J  | G  | E  | P  | GF | GC | DG  | Puntos | Clasificación o descenso                                                                 |
| ------------------------------------------------------ | ------------------- | -- | -- | -- | -- | -- | -- | --- | ------ | ---------------------------------------------------------------------------------------- |
| 1                                                      | Trabzonspor         | 38 | 23 | 12 | 3  | 69 | 36 | 33  | 81     | Clasificado a la ronda de play-off de la Liga de Campeones de la UEFA 2022-23            |
| 2                                                      | Fenerbahçe          | 38 | 21 | 10 | 7  | 73 | 38 | 35  | 73     | Clasificado a la segunda ronda clasificatoria de la Liga de Campeones de la UEFA 2022-23 |
| 3                                                      | Konyaspor           | 38 | 20 | 8  | 10 | 66 | 45 | 21  | 68     | Clasificado a la segunda ronda clasificatoria de la Liga Europa de la UEFA 2022-23       |
| 4                                                      | İstanbul Başakşehir | 38 | 19 | 8  | 11 | 56 | 36 | 20  | 65     | Clasificado a la segunda ronda clasificatoria de la Liga Europa de la UEFA 2022-23       |
| 5                                                      | Alanyaspor          | 38 | 19 | 7  | 12 | 67 | 58 | 9   | 64     |                                                                                          |
| 6                                                      | Beşiktaş            | 38 | 15 | 14 | 9  | 56 | 48 | 8   | 59     |                                                                                          |
| 7                                                      | Antalyaspor         | 38 | 16 | 11 | 11 | 54 | 47 | 7   | 59     |                                                                                          |
| 8                                                      | Fatih Karagümrük    | 38 | 16 | 9  | 13 | 47 | 52 | -5  | 57     |                                                                                          |
| 9                                                      | Adana Demirspor     | 38 | 15 | 10 | 13 | 60 | 47 | 13  | 55     |                                                                                          |
| 10                                                     | Sivasspor           | 38 | 14 | 12 | 12 | 52 | 50 | 2   | 54     | Clasificado a la ronda de play-off de la Liga Europa de la UEFA 2022-23                  |
| 11                                                     | Kasımpaşa           | 38 | 15 | 8  | 15 | 67 | 57 | 10  | 53     |                                                                                          |
| 12                                                     | Hatayspor           | 38 | 15 | 8  | 15 | 56 | 60 | -4  | 53     |                                                                                          |
| 13                                                     | Galatasaray         | 38 | 14 | 10 | 14 | 51 | 53 | -2  | 52     |                                                                                          |
| 14                                                     | Kayserispor         | 38 | 12 | 11 | 15 | 54 | 61 | -7  | 47     |                                                                                          |
| 15                                                     | Gaziantep           | 38 | 12 | 10 | 16 | 48 | 56 | -8  | 46     |                                                                                          |
| 16                                                     | Giresunspor         | 38 | 12 | 9  | 17 | 41 | 47 | -6  | 45     |                                                                                          |
| 17                                                     | Rizespor            | 38 | 10 | 6  | 22 | 44 | 71 | -27 | 36     | Descendido a la TFF Primera División 2022-23                                             |
| 18                                                     | Altay               | 38 | 9  | 7  | 22 | 39 | 57 | -18 | 34     | Descendido a la TFF Primera División 2022-23                                             |
| 19                                                     | Göztepe             | 38 | 7  | 7  | 24 | 40 | 77 | -37 | 28     | Descendido a la TFF Primera División 2022-23                                             |
| 20                                                     | Yeni Malatyaspor    | 38 | 5  | 5  | 28 | 27 | 71 | -44 | 20     | Descendido a la TFF Primera División 2022-23                                             |
| Fuente: Superliga de Turquía; actualización automática |                     |    |    |    |    |    |    |     |        |                                                                                          |

### Resultados
| Local \ Visitante   | ADE | ALA | ALT | ANT | BEŞ | RİZ | FKA | FEN | GAL | GFK | GİR | GÖZ | HAT | İBA | KAS | KAY | KON | SİV | TRA | YMA |
| ------------------- | --- | --- | --- | --- | --- | --- | --- | --- | --- | --- | --- | --- | --- | --- | --- | --- | --- | --- | --- | --- |
| Adana Demirspor     |     | 1–2 | 3–1 | 0–0 | 1–1 | 3–1 | 5–0 | 0–1 | 2–0 | 4–0 | 1–0 | 7–0 | 1–0 | 2–1 | 0–0 | 1–1 | 1–1 | 2–3 | 1–3 | 0–2 |
| Alanyaspor          | 1–3 |     | 1–4 | 1–3 | 2–0 | 2–1 | 1–1 | 2–5 | 1–1 | 3–0 | 1–0 | 2–2 | 6–0 | 1–1 | 2–0 | 6–3 | 5–1 | 0–1 | 0–4 | 2–1 |
| Altay               | 1–3 | 0–2 |     | 1–2 | 2–1 | 0–0 | 0–1 | 0–2 | 0–1 | 3–2 | 1–1 | 2–1 | 1–2 | 1–1 | 2–4 | 3–0 | 0–1 | 1–1 | 1–2 | 1–0 |
| Antalyaspor         | 1–2 | 3–0 | 1–0 |     | 2–3 | 3–2 | 3–0 | 1–1 | 1–1 | 0–0 | 4–1 | 1–1 | 4–1 | 1–2 | 1–1 | 1–1 | 3–2 | 1–0 | 2–1 | 1–0 |
| Beşiktaş            | 3–3 | 4–1 | 1–0 | 0–0 |     | 3–0 | 1–0 | 1–1 | 2–1 | 1–0 | 0–4 | 2–1 | 1–1 | 2–2 | 0–3 | 4–2 | 1–1 | 2–1 | 1–2 | 3–0 |
| Rizespor            | 1–3 | 2–0 | 1–2 | 2–1 | 2–2 |     | 0–0 | 0–6 | 2–3 | 0–1 | 1–2 | 3–1 | 0–2 | 0–2 | 2–1 | 1–0 | 2–1 | 1–2 | 3–2 | 1–0 |
| Fatih Karagümrük    | 4–0 | 0–1 | 0–0 | 0–0 | 0–1 | 2–0 |     | 1–1 | 1–1 | 3–2 | 2–1 | 3–1 | 1–1 | 3–1 | 3–2 | 3–0 | 1–4 | 1–0 | 0–2 | 1–0 |
| Fenerbahçe          | 1–2 | 1–2 | 2–1 | 2–0 | 2–2 | 4–0 | 0–0 |     | 2–0 | 3–2 | 2–1 | 2–0 | 2–0 | 0–1 | 2–1 | 2–2 | 2–1 | 1–1 | 1–1 | 2–0 |
| Galatasaray         | 3–2 | 0–1 | 2–2 | 2–0 | 2–1 | 4–2 | 2–0 | 1–2 |     | 2–0 | 0–1 | 2–1 | 2–1 | 1–1 | 1–3 | 1–1 | 1–0 | 2–3 | 1–2 | 2–0 |
| Gaziantep           | 0–3 | 2–1 | 4–1 | 2–0 | 0–0 | 2–0 | 3–1 | 3–2 | 3–1 |     | 1–1 | 1–1 | 2–2 | 1–0 | 2–0 | 1–1 | 3–2 | 5–1 | 0–0 | 0–0 |
| Giresunspor         | 2–0 | 1–3 | 3–1 | 1–2 | 0–0 | 2–0 | 3–1 | 1–2 | 0–2 | 2–1 |     | 3–1 | 0–1 | 1–1 | 0–2 | 1–1 | 0–0 | 2–2 | 0–1 | 1–0 |
| Göztepe             | 1–1 | 0–2 | 0–2 | 4–0 | 0–2 | 1–7 | 0–1 | 1–1 | 2–3 | 2–1 | 0–1 |     | 0–2 | 2–1 | 2–3 | 1–2 | 0–2 | 2–1 | 0–1 | 0–1 |
| Hatayspor           | 0–0 | 5–0 | 0–1 | 3–1 | 1–0 | 0–0 | 3–0 | 1–2 | 4–2 | 2–1 | 4–1 | 2–1 |     | 0–3 | 1–1 | 2–1 | 1–3 | 1–1 | 1–1 | 5–2 |
| Estambul Başakşehir | 2–1 | 0–1 | 0–0 | 0–1 | 3–2 | 3–0 | 1–2 | 2–0 | 0–0 | 2–0 | 3–1 | 1–2 | 3–0 |     | 2–1 | 0–1 | 2–1 | 2–1 | 3–1 | 1–0 |
| Kasımpaşa           | 4–0 | 2–2 | 2–0 | 2–4 | 1–1 | 3–1 | 1–3 | 1–2 | 2–2 | 2–1 | 2–0 | 1–2 | 3–1 | 2–3 |     | 3–1 | 2–2 | 1–3 | 0–1 | 2–0 |
| Kayserispor         | 1–1 | 1–2 | 1–0 | 2–0 | 2–3 | 1–1 | 2–1 | 0–4 | 3–0 | 0–0 | 2–1 | 1–1 | 4–3 | 1–0 | 2–0 |     | 2–3 | 3–0 | 1–2 | 3–0 |
| Konyaspor           | 1–0 | 1–1 | 3–1 | 1–0 | 1–0 | 3–0 | 1–2 | 2–1 | 2–0 | 4–1 | 1–0 | 3–0 | 3–1 | 2–1 | 4–4 | 2–0 |     | 0–1 | 2–2 | 0–0 |
| Sivasspor           | 1–1 | 1–0 | 2–1 | 2–2 | 2–3 | 1–1 | 4–0 | 1–1 | 1–0 | 1–1 | 0–0 | 2–2 | 4–0 | 0–2 | 1–3 | 2–1 | 0–1 |     | 1–1 | 2–1 |
| Trabzonspor         | 2–0 | 1–1 | 2–1 | 2–2 | 1–1 | 2–1 | 1–1 | 3–1 | 2–2 | 3–0 | 1–1 | 4–2 | 2–0 | 0–0 | 1–0 | 3–2 | 2–1 | 2–1 |     | 1–0 |
| Yeni Malatyaspor    | 1–0 | 2–6 | 2–1 | 1–2 | 1–1 | 1–3 | 3–4 | 0–5 | 0–0 | 2–0 | 0–1 | 1–2 | 0–2 | 1–3 | 0–2 | 2–2 | 2–3 | 0–1 | 1–5 |     |

## Estadísticas

### Goleadores
| Pos. | Jugador           | Club             | Goles |
| ---- | ----------------- | ---------------- | ----- |
| 1    | Umut Bozok        | Kasımpaşa        | 20    |
| 2    | Ayoub El Kaabi    | Hatayspor        | 18    |
| 2    | Mario Balotelli   | Adana Demirspor  | 18    |
| 4    | Joel Pohjanpalo   | Çaykur Rizespor  | 16    |
| 5    | Andreas Cornelius | Trabzonspor      | 15    |
| 5    | Serdar Dursun     | Fenerbahçe       | 15    |
| 7    | Aleksandar Pešić  | Fatih Karagümrük | 14    |
| 7    | Alexandru Maxim   | Gaziantep        | 14    |
| 7    | Haji Wright       | Antalyaspor      | 14    |
| 7    | Michy Batshuayi   | Beşiktaş         | 14    |

### Asistencias
| Pos. | Jugador           | Club(s)                | Asistencias |
| ---- | ----------------- | ---------------------- | ----------- |
| 1    | Matías Vargas     | Adana Demirspor        | 13          |
| 2    | Edin Višća        | Başakşehir/Trabzonspor | 12          |
| 2    | Efecan Karaca     | Alanyaspor             | 12          |
| 4    | Anthony Nwakaeme  | Trabzonspor            | 10          |
| 4    | Max Gradel        | Sivasspor              | 10          |
| 4    | Tayfur Bingöl     | Alanyaspor             | 10          |
| 7    | Diego Rossi       | Fenerbahçe             | 9           |
| 7    | Yunus Akgün       | Adana Demirspor        | 9           |
| 7    | Mert Hakan Yandaş | Fenerbahçe             | 9           |
| 9    | Onur Bulut        | Kayserispor            | 8           |
| 9    | Saba Lobzhanidze  | Hatayspor              | 8           |
| 9    | Serdar Gürler     | Konyaspor/Başakşehir   | 8           |

## TFF Primera División
La TFF Primera División fue la segunda categoría del fútbol en Turquía, el campeón y subcampeón ascendieron directamente a la Superliga, mientras el tercer ascenso fue para el vencedor de los playoffs en los que participaron los clubes clasificados entre el tercer y sexto puesto.

### Clasificación
| Pos. | Equipo              | Pts. | PJ | G  | E  | P  | GF | GC | Dif. | Clasificación o descenso                   |
| ---- | ------------------- | ---- | -- | -- | -- | -- | -- | -- | ---- | ------------------------------------------ |
| 1    | Ankaragücü (C, A)   | 70   | 36 | 21 | 7  | 8  | 56 | 31 | +25  | Ascenso a la Süper Liga                    |
| 2    | Ümraniyespor (A)    | 70   | 36 | 21 | 7  | 8  | 64 | 37 | +27  | Ascenso a la Süper Liga                    |
| 3    | Bandırmaspor        | 62   | 36 | 19 | 5  | 12 | 56 | 34 | +22  | Avanzan a los play-offs para la Süper Liga |
| 4    | İstanbulspor (A)    | 60   | 36 | 17 | 9  | 10 | 57 | 40 | +17  | Avanzan a los play-offs para la Süper Liga |
| 5    | BB Erzurumspor      | 58   | 36 | 16 | 10 | 10 | 55 | 44 | +11  | Avanzan a los play-offs para la Süper Liga |
| 6    | Eyüpspor            | 57   | 36 | 15 | 12 | 9  | 56 | 44 | +12  | Avanzan a los play-offs para la Süper Liga |
| 7    | Samsunspor          | 51   | 36 | 13 | 12 | 11 | 54 | 46 | +8   |                                            |
| 8    | Boluspor            | 50   | 36 | 14 | 8  | 14 | 42 | 44 | −2   |                                            |
| 9    | Manisa              | 49   | 36 | 14 | 7  | 15 | 45 | 44 | +1   |                                            |
| 10   | Tuzlaspor           | 49   | 36 | 13 | 10 | 13 | 45 | 44 | +1   |                                            |
| 11   | Denizlispor         | 49   | 36 | 14 | 7  | 15 | 46 | 50 | −4   |                                            |
| 12   | Ankara Keçiörengücü | 48   | 36 | 13 | 9  | 14 | 45 | 47 | −2   |                                            |
| 13   | Gençlerbirliği      | 48   | 36 | 14 | 6  | 16 | 44 | 54 | −10  |                                            |
| 14   | Altınordu           | 45   | 36 | 14 | 3  | 19 | 45 | 62 | −17  |                                            |
| 15   | Adanaspor           | 45   | 36 | 12 | 9  | 15 | 40 | 44 | −4   |                                            |
| 16   | Kocaelispor (D)     | 44   | 36 | 12 | 8  | 16 | 40 | 49 | −9   | Descenso a la TFF Segunda División         |
| 17   | Bursaspor (D)       | 44   | 36 | 12 | 8  | 16 | 43 | 53 | −10  | Descenso a la TFF Segunda División         |
| 18   | Menemenspor (D)     | 38   | 36 | 8  | 14 | 14 | 42 | 57 | −15  | Descenso a la TFF Segunda División         |
| 19   | Balıkesirspor (D)   | 12   | 36 | 3  | 3  | 30 | 26 | 77 | −51  | Descenso a la TFF Segunda División         |

 Fuente: TFF
Criterios de clasificación: 1) Puntos; 2) Puntos en partidos directos; 3) Gol diferencia en partidos directos; 4) Goles anotados en partidos directos; 5) Gol diferencia; 6) Goles anotados
Notas:
1. 1 2  Puntos en partidos directos: MKE Ankaragücü 4, Ümraniyespor 1
2. 1 2 3  Puntos en partidos directos: Manisa 12, Tuzlaspor 6, Denizlispor 0
3. 1 2  Gol diferencia en partidos directos: Altınordu +1, Adanaspor –1.

### Resultados
| Local \ Visitante   | ADA | ATO | AKG | BAL | BAN | BOL | BUR | BBE | DEN | EYÜ | GEN | İST | KOC | MFK | MEN | AGÜ | SAM | TUZ | ÜMR |
| ------------------- | --- | --- | --- | --- | --- | --- | --- | --- | --- | --- | --- | --- | --- | --- | --- | --- | --- | --- | --- |
| Adanaspor           |     | 1–0 | 0–1 | 3–1 | 1–5 | 1–2 | 3–1 | 1–1 | 0–0 | 1–1 | 0–0 | 1–0 | 2–0 | 2–0 | 6–2 | 1–0 | 1–0 | 1–1 | 0–0 |
| Altınordu           | 2–0 |     | 2–3 | 2–1 | 0–2 | 2–1 | 2–1 | 1–0 | 2–1 | 1–2 | 1–2 | 0–5 | 3–2 | 1–0 | 1–0 | 2–1 | 0–2 | 1–3 | 0–2 |
| Ankara Keçiörengücü | 2–0 | 1–1 |     | 3–1 | 3–2 | 0–3 | 2–1 | 3–3 | 0–1 | 0–0 | 2–0 | 3–2 | 0–1 | 2–1 | 1–0 | 1–2 | 1–1 | 1–0 | 3–2 |
| Balıkesirspor       | 1–2 | 3–4 | 2–1 |     | 1–5 | 1–0 | 0–2 | 1–5 | 0–1 | 0–3 | 0–2 | 1–3 | 1–2 | 0–0 | 1–1 | 0–2 | 0–2 | 0–1 | 1–2 |
| Bandırmaspor        | 1–0 | 2–1 | 0–2 | 3–0 |     | 3–0 | 4–2 | 2–1 | 3–4 | 1–2 | 1–2 | 0–0 | 1–0 | 0–0 | 1–0 | 1–2 | 2–0 | 3–1 | 2–0 |
| Boluspor            | 0–0 | 2–1 | 0–0 | 1–0 | 0–0 |     | 1–1 | 0–2 | 0–0 | 3–1 | 3–1 | 1–1 | 2–0 | 1–2 | 1–0 | 0–2 | 2–1 | 0–1 | 0–2 |
| Bursaspor           | 1–1 | 1–0 | 2–0 | 2–1 | 0–1 | 3–1 |     | 0–0 | 1–0 | 0–2 | 0–0 | 2–4 | 2–1 | 1–1 | 1–0 | 0–4 | 4–1 | 0–1 | 3–2 |
| BB Erzurumspor      | 3–1 | 6–2 | 2–2 | 2–1 | 1–0 | 3–2 | 2–1 |     | 3–1 | 1–1 | 2–0 | 3–1 | 1–0 | 1–0 | 1–1 | 0–1 | 1–2 | 1–1 | 0–2 |
| Denizlispor         | 2–0 | 1–0 | 2–1 | 2–1 | 0–2 | 2–0 | 1–3 | 4–0 |     | 2–2 | 2–1 | 4–3 | 1–1 | 0–1 | 2–1 | 0–3 | 2–3 | 2–4 | 0–1 |
| Eyüpspor            | 1–0 | 2–2 | 2–1 | 1–1 | 2–0 | 0–2 | 3–0 | 0–1 | 0–2 |     | 1–0 | 1–2 | 2–1 | 3–2 | 1–1 | 2–0 | 2–2 | 2–0 | 0–1 |
| Gençlerbirliği      | 0–3 | 3–2 | 2–0 | 2–0 | 2–0 | 1–0 | 2–0 | 2–1 | 1–0 | 2–4 |     | 0–2 | 1–1 | 0–3 | 5–0 | 0–3 | 2–2 | 0–1 | 2–4 |
| İstanbulspor        | 1–1 | 3–0 | 1–1 | 1–0 | 0–0 | 1–2 | 3–1 | 1–2 | 1–1 | 2–1 | 0–0 |     | 1–1 | 3–4 | 3–2 | 0–1 | 2–1 | 1–0 | 1–0 |
| Kocaelispor         | 4–1 | 2–2 | 1–0 | 3–1 | 2–1 | 1–2 | 2–1 | 2–0 | 1–5 | 1–1 | 1–2 | 2–1 |     | 2–1 | 1–2 | 1–2 | 1–0 | 1–0 | 0–3 |
| Manisa              | 0–3 | 1–0 | 1–1 | 3–0 | 1–3 | 2–2 | 1–3 | 0–1 | 1–0 | 2–1 | 3–1 | 1–2 | 2–1 |     | 1–1 | 1–1 | 2–0 | 4–1 | 2–1 |
| Menemenspor         | 2–1 | 0–1 | 2–2 | 2–1 | 1–1 | 3–2 | 0–0 | 2–0 | 0–0 | 1–1 | 1–3 | 1–3 | 1–1 | 2–0 |     | 1–1 | 3–2 | 1–1 | 0–4 |
| Ankaragücü          | 2–0 | 2–3 | 2–1 | 2–0 | 1–0 | 1–2 | 2–1 | 2–1 | 2–1 | 2–3 | 2–0 | 0–1 | 0–0 | 2–1 | 2–2 |     | 0–0 | 1–0 | 3–0 |
| Samsunspor          | 1–0 | 2–1 | 2–0 | 3–1 | 0–1 | 1–1 | 1–1 | 0–0 | 5–0 | 2–2 | 2–2 | 0–0 | 3–0 | 1–0 | 2–4 | 2–0 |     | 2–2 | 1–1 |
| Tuzlaspor           | 4–1 | 2–1 | 1–0 | 0–2 | 0–3 | 3–1 | 0–0 | 1–1 | 3–0 | 3–2 | 4–0 | 0–2 | 0–0 | 0–1 | 1–1 | 1–1 | 2–4 |     | 1–1 |
| Ümraniyespor        | 2–1 | 0–1 | 2–1 | 4–1 | 2–0 | 1–2 | 4–1 | 3–3 | 0–0 | 2–2 | 3–1 | 2–0 | 1–0 | 1–0 | 2–1 | 2–2 | 3–1 | 2–1 |     |

### Play-offs de ascenso
|  | Semifinales | Semifinales    | Semifinales  | Semifinales  | Semifinales |   |              | Final        | Final | Final |  |
|  |             |                |              |              |             |   |              |              |       |       |  |
|  |             |                |              |              |             |   |              |              |       |       |  |
|  | 3           | Bandırmaspor   | 0            | 3            | 3           |   |              |              |       |       |  |
|  | 3           | Bandırmaspor   | 0            | 3            | 3           |   |              |              |       |       |  |
|  | 6           | Eyüpspor       | 1            | 0            | 1           |   |              |              |       |       |  |
|  | 6           | Eyüpspor       | 1            | 0            | 1           |   | Bandırmaspor | Bandırmaspor | 1     |       |  |
|  |             |                |              |              |             |   | Bandırmaspor | Bandırmaspor | 1     |       |  |
|  |             |                | Istanbulspor | Istanbulspor | 2           |   |              |              |       |       |  |
|  | 4           | Istanbulspor   | Istanbulspor | Istanbulspor | 2           | 4 | 0            | 4            |       |       |  |
|  | 4           | Istanbulspor   |              |              |             | 4 | 0            | 4            |       |       |  |
|  | 5           | BB Erzurumspor | 2            | 1            | 3           |   |              |              |       |       |  |
|  | 5           | BB Erzurumspor | 2            | 1            | 3           |   |              |              |       |       |  |
|  |             |                |              |              |             |   |              |              |       |       |  |